# Ладижинський район (Черкаська область)
Ладижинський район — адміністративно-територіальна одиниця утворена в 1923 році в складі Уманської округи.
Районний центр — село Ладижинка.

## Історія
Утворений 7 березня 1923 з Ладижинської і Посухівської волостей у складі Уманської округи.
15 вересня 1930 після скасування округ підпорядковується безпосередньо Українській РСР.
Ліквідований 3 лютого 1931 з віднесенням території до Уманського району.
З 17 лютого 1935 відновлений у складі Київської області:
До складу Ладижинського району ввійшли: Антонівська, Городницька, Колодистенська, Коржово-Слобідська, Кузьмино-Греблівська, Максимівська, Ладижинська, Любашівська, Оситнянська, Посухівська, Псярівська, Рижівська, Ропотуська, Синицька, Степківська, Текучинська, Томашівська, Фурманська, Чорноводська, Шаринська, Юрківська та Громинська сільські ради, вилучені зі складу Уманського району.
Станом на 1 вересня 1946 року в районі було 23 населених пункти, які підпорядковувались 22 сільським радам. З них 22 села і 1 хутір:
- села: Антонівка, Городниця, Громи, Колодисте, Коржова Слобідка, Кузьмина Гребля, Ладижинка, Любашівка, Максимівка, Осітна, Посухівка, Рижавка, Ропотуха, Синиця, Степківка, Текуча, Томашівка, Фурманка, Черповоди, Шарин, Юрківка, Ятранівка;
- хутір: Мельник.

З 7 січня 1954 року у складі новоствореної Черкаської області.
Район ліквідований у листопаді 1959 року, а його населені пункти відійшли до Уманського та Христинівського районів.